# 生存之道——论澳门政治制度与政治发展
《生存之道——论澳门政治制度与政治发展》，吴志良著，是全面论述澳门政治制度与政治发展的专著。1998年澳门成人教育学会出版。 叙述自郑和下西洋至1997年四百余年澳门政制发展。原为作者的南京大学近现代史专业博士学位论文，后来也以《澳门政治发展史》及《澳门政治制度史》之名出版。

## 评论
- 姜义华作序：“堅實的歷史感，強烈的現實感，對澳門和世界未來深切的普遍關懷，使吳志良先生這部著作具有比之一般澳門政治史遠爲廣闊的視野和宏大的內涵。”
- 于沛：“这是一部以研究澳门政治制度史为中心的通史性著作，对各界读者了解澳门，特别是了解澳门独特的历史演变无疑有重要的价值。”[2]
- 汤开建：“近十余年来，中国学者研究澳门历史一部难得的好书。”“这是一部专门的澳门政治制度的发展史，在国内毫无疑问是第一部”。“征引各种文献书刊达326种之多，不可谓不繁富。可以说，超过以往任何一种同类型的著作。”[3]